# لیل (بلژیک)
شهر لیل (به فرانسوی: Lille) در شهرستان تورنو در استان آنتوئر در منطقه فلاندری در کشور بلژیک واقع شده‌است.